# 湖南大学早期建筑群
湖南大学早期建筑群是指在中华民国时期和中华人民共和国建立初期，湖南大学陆续建成的九栋建筑，分别是：二院（今物理学院实验楼）、科学馆（今校办公楼）、工程馆（今教学北楼）、大礼堂、老图书馆、胜利斋教工宿舍、第一学生宿舍（今基建处办公楼）、第七学生宿舍（今离退休处办公楼）、老九舍。2013年，湖南大学早期建筑群被列入第七批全国重点文物保护单位，编号7-1833。

## 二院

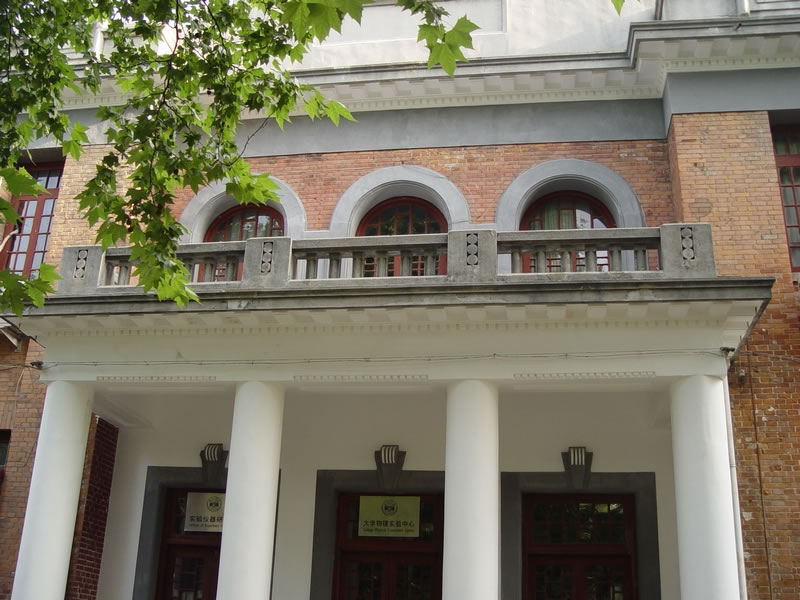
二院

1926年，由岳麓书院转型而来的湖南大学正式定名。原岳麓书院建筑继续作为教学建筑，称作第一院。同年，学校在书院的东北侧兴建新的教学楼，称作第二院。该楼的设计者为时任湖南大学土木系讲师的刘敦桢，属西洋古典风格，但同时也揉杂了一些西方现代建筑技术，也因此，该楼被一些研究者认为带有“典型的折中主义风格”。目前為中國語言文學學院院館。

## 科学馆

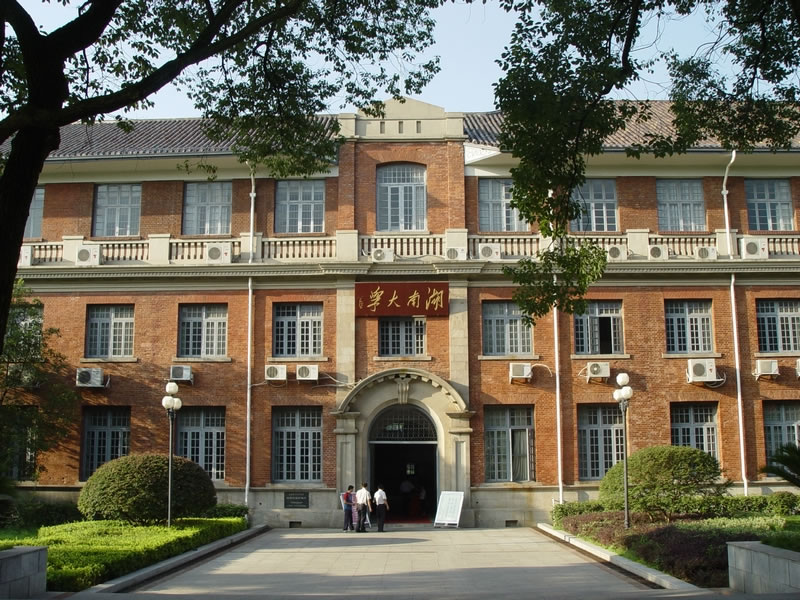
科学馆

湖南大学科学馆于1933年奠基，1935年建成，为两层平顶建筑，属西洋古典风格。设计师为时任湖南大学土木系老师的蔡泽奉。1938年4月，日军飞机轰炸湖南大学校园，科学馆中弹，屋顶被炸出一个大洞，但主体建筑未坍塌。1944年，柳士英主持修复，在原来二层平顶上加盖一层和斜坡屋顶。1945年，抗日战争第九战区长衡地区受降仪式在此楼的一个教室举行。该楼曾长期作为湖南大学机械系的系楼使用，现为学校的行政办公楼。

## 工程馆

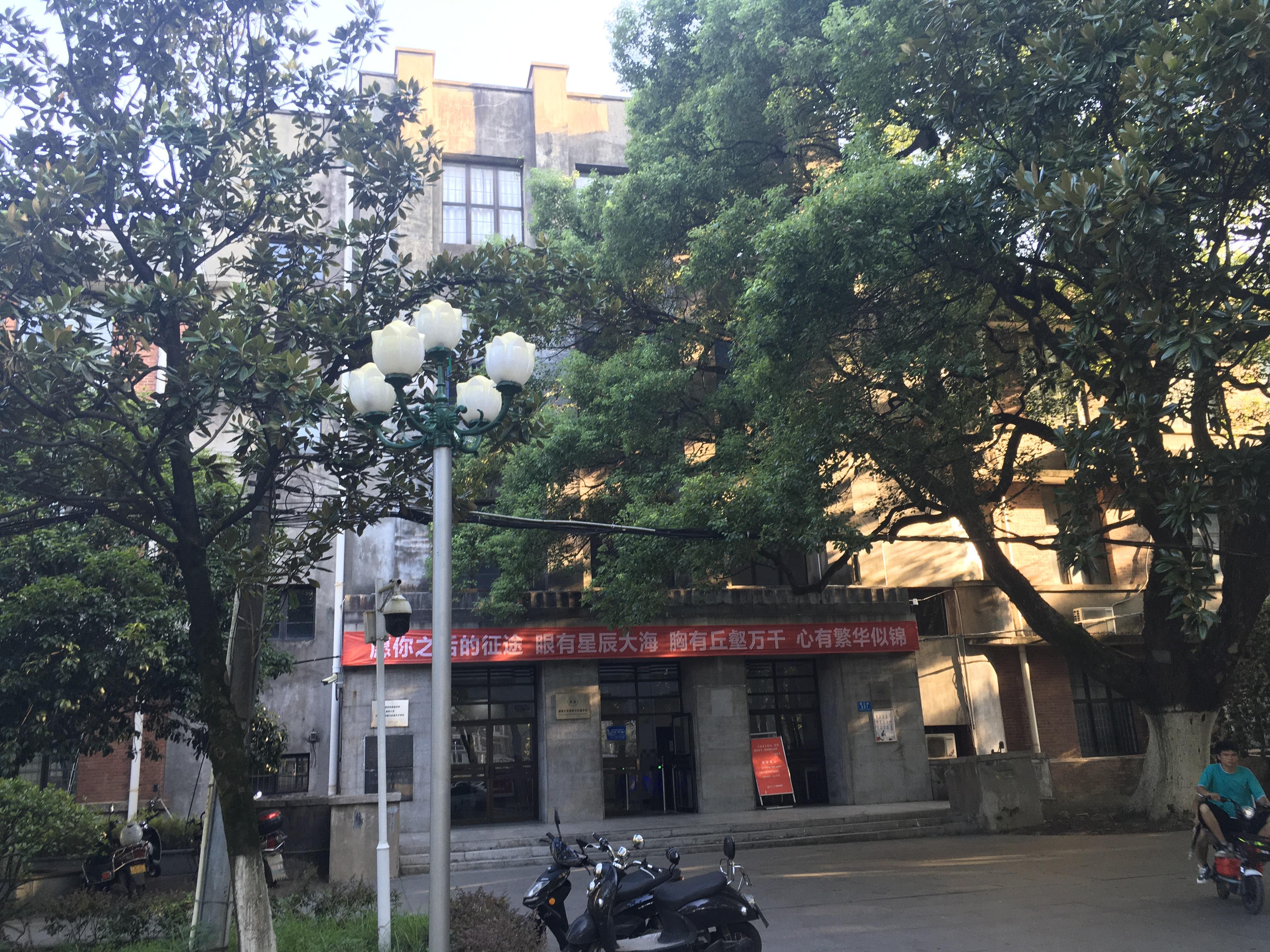
湖南大學工程館

工程館原计划1936年兴建，因抗日战争爆发而无法动工。1946年抗战胜利后湖南大学由湘西迁回长沙，该楼始得动工，1951年建成。设计者为柳士英。有评论认为该楼具有浓郁“机器美学”色彩，以水平窗带隐喻机械皮带轮的上下传动，形象简洁实朴。该楼长期作为“教学北楼”使用，现为新闻、影视等专业学院的院楼。

## 大礼堂

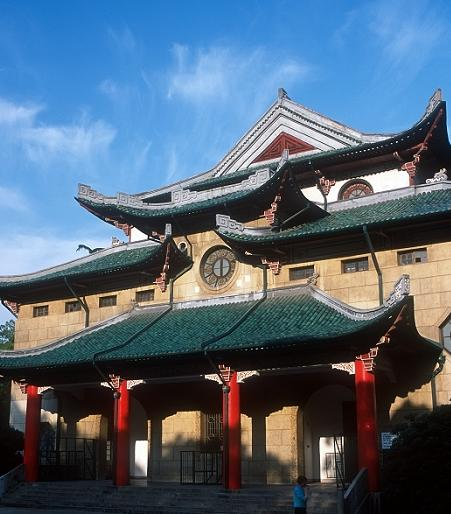
大礼堂

湖南大学大礼堂兴建于1951年，1953年完工。设计者为柳士英。该建筑主体为中国传统坡屋顶，内部三层，建筑面积2266.86平方米。采用大跨度木屋架和钢筋混凝土结构，装修以国漆红黑色为主调，点缀金饰，外墙粉刷以水泥掺合石灰、颜料和玻璃等。该建筑和临近的湖南大学老图书馆组成的建筑群为《中国现代建筑史》所载入的湖南四处建筑之一。

## 老图书馆

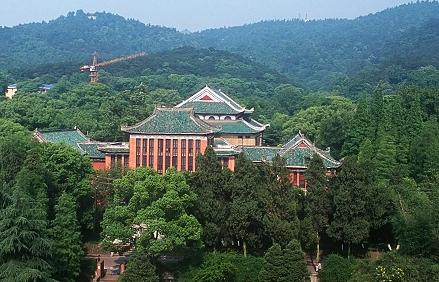
老图书馆

湖南大学1930年代曾建有图书馆，设计者为蔡泽奉。馆址在学校北面的古道林寺旧址，为当时“华南地区最大的公共建筑”。北平故宫国宝南迁途中曾短暂寄存在此。1938年此馆毁于日军战机的轰炸，现仅存的2根大理石柱由学校立于牌楼路入口处。1946年，湖南大学兴建新的图书馆，设计者为柳士英。1948年竣工，1951年再度扩建，建築面積2300平方米，现作为湖南大学图书馆的附属馆使用，主要用来存放历史文献。有书库三层，另有目录厅和办公房若干。该建筑采用官式琉璃大屋顶、红色砖墙、圆拱大门和竖向长窗，两侧以洞门小径联系，风格典雅，与大礼堂一起组成了一个极富民族风格的仿古建筑群。

## 胜利斋教工宿舍

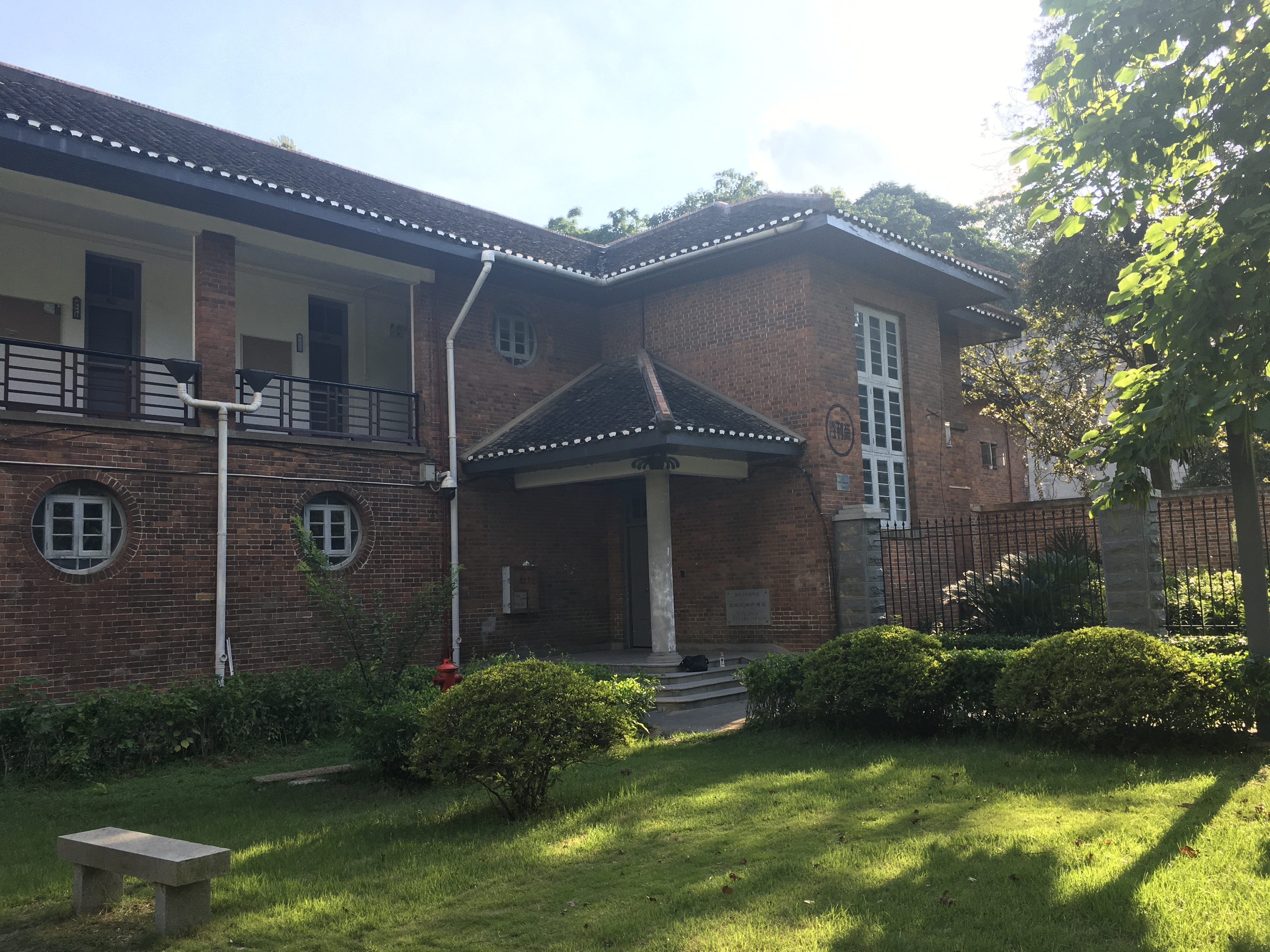
湖南大學勝利齋

1946年开建，1948年竣工，设计者为柳士英。此楼兴建于抗战胜利后湖南大学由湘西辰溪迁回长沙之际，名字中的“胜利”二字即来源于此。该楼依据地形整合出四个不等大的庭院，十字形走廊又丰富了内部空间的纵深感。食堂部分独立置于西侧，功能分区明确。内部的内廊在北立面渡成了外廊，正立面则依然保留设计者特有的“柳氏圆圈”。胜利斋被许多学者认为是柳士英手法与观念的代表作。

## 第一学生宿舍

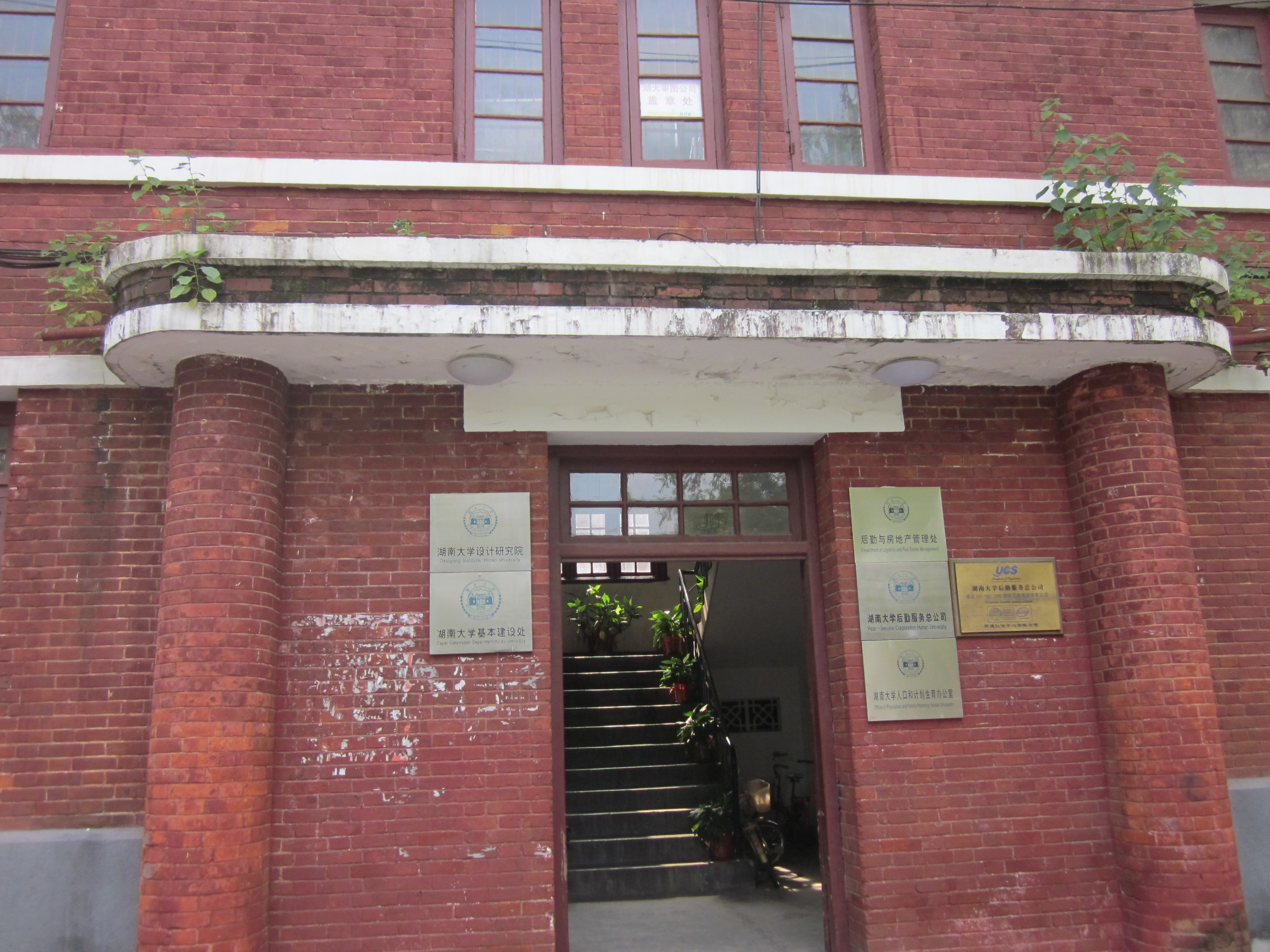
第一宿舍

1945年，第一学生宿舍由柳士英教授主持设计，1946年竣工。原为第六学生宿舍，后改为第一学生宿舍。目前為化工化學學院使用。

## 第七学生宿舍

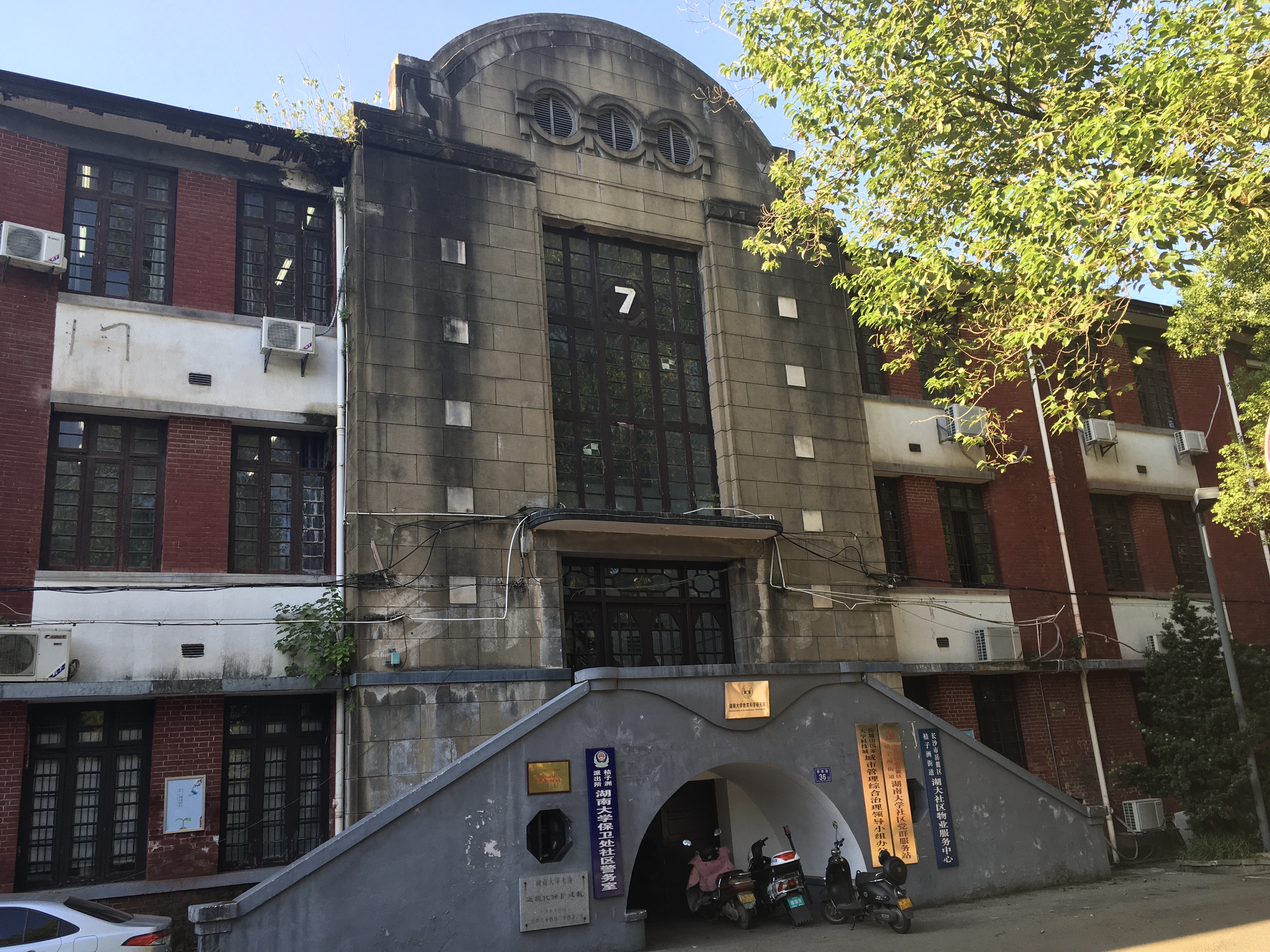
第七學生宿舍

第七学生宿舍建于1947年，由柳士英设计，是表现主义建筑，為三层砖混结构，红砖清水墙建築，建筑面积2511平方公尺。目前為教育科學研究院院館。

## 老九舍

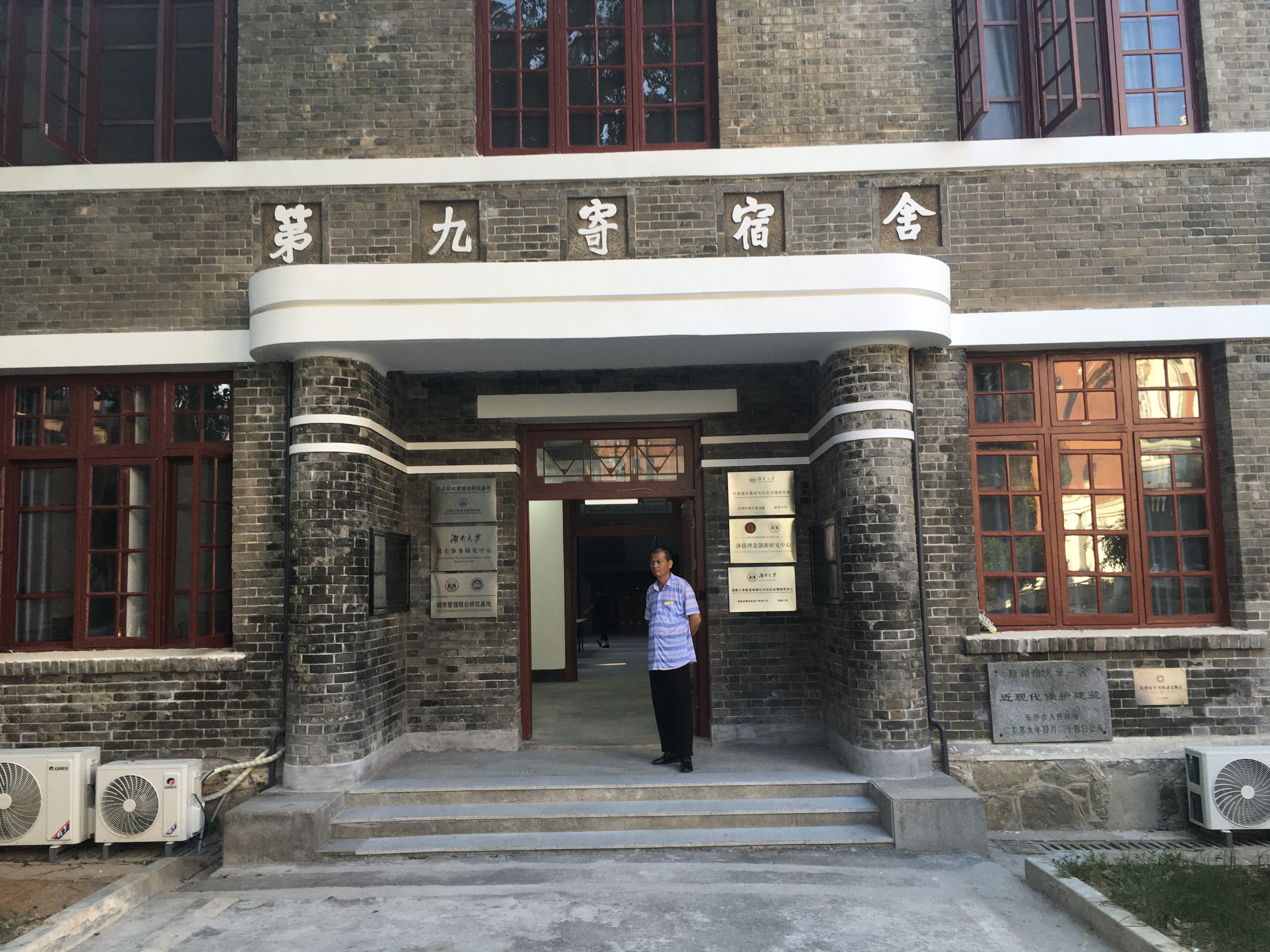
第九學生宿舍

老九舍原为女生宿舍，由柳士英負責设计，建于1946年，為二層磚木結構，建筑面积2127.8平方公尺。目前為公共管理學院院館。